# Le Splendid
Le Splendid je kavárna a divadlo založené v roce 1974 na adrese 18, rue d'Odessa, v pařížské čtvrti Montparnasse ve 14. obvodu, v zadní místnosti bistra nedaleko Vrai Chic Parisien, kde se Coluche usadil poté, co opustil Café de la Gare.

## Hisorie
Skupina Le Splendid byla založena v roce 1974 kolektivem autorů a herců, mezi něž patřili Christian Clavier, Michel Blanc, Gérard Jugnot, Thierry Lhermitte, Valérie Mairesse nahrazení Josiane Balasko, Marie-Anne Chazel a Bruno Moynot. V roce 1976 byl soubor nucen sehnat peníze a přestěhovat se na číslo 10, rue des Lombards ve 4. obvodu.
V listopadu 1981 hlavní členové souboru založili společnost a koupili divadelní sál na rue du Faubourg-Saint-Martin. Skupina se znovu přestěhovala a otevřela Le Splendid Saint-Martin.
V roce 1977 několik hudebníků hrajících v café-théâtre založilo Le Grand Orchester du Splendid, jehož kariéra se rychle odpoutala od divadelního souboru, organizovala vlastní představení, nahrávky a účastnila se televizních programů a byla pravidelně podporována Coluchem.